# CanCam
《CanCam》（日語：キャンキャン）是日本的女性時尚雜誌，由小學館發行，每月23日發行一次，屬於以女大學生、年輕OL、20歲世代前半等女性族群為目標的「赤文字系」（意指封面上的刊名都是以紅底配色）雜誌之一。從1981年創刊以來，獲得10歲至40歲世代女性的廣泛支持。目前每月發行量約33萬本，在赤文字系雜誌中排名第二。

## 概要
該雜誌於小學館創立60周年（1982年）時，在1981年11月23日創刊，是小學館的主力雜誌之一。海外銷售方面，在香港和台灣，除專賣日語書籍的書店外，在一些書報攤均可找得到。
《CanCam》以時尚訊息為中心，亦包括海外旅遊、兩性關係、電影、占卜等女性族群喜愛的話題。除了雜誌本身的內容受到讀者歡迎外，該雜誌的專屬模特兒更受到年輕女性族群的喜愛，無論是現役與已卒業者，在日本演藝圈均相當活躍，如現在轉型為演員的藤原紀香、伊東美咲、長谷川京子、米倉涼子與山田優，活躍於綜藝節目的蛯原友里、押切萌、西山茉希等，其中蛯原友里在日本更享有超級名模的美譽。
《CanCam》在2006年春季和秋季，發行為已卒業的專屬模特兒量身訂做的特刊「姐系CanCam」（お姉さん系CanCam），因受到讀者歡迎，後於2007年3月7日成為定期月刊，並命名為《AneCan》。

## 専属模特

### 現行
- 石川恋
- 楓
- トラウデン直美
- 中条あやみ
- 堀田茜
- まい
- 松村沙友理（乃木坂46）
- 宮本茉由
- 山下美月（乃木坂46）
- 加藤史帆（日向坂46）
- 菜波
- 小室安未
- ほのか

### 2010年代卒業
- 安座間美優
- アンナ・ケイ
- 池田エライザ
- 久住小春
- 近藤しづか
- 坂田梨香子
- 澤宥紀
- 高橋メアリージュン
- 土屋巴瑞季
- 徳澤直子
- 南條有香
- 西山茉希
- 橋本奈々未
- 東野佑美
- 久松郁実
- 平山美春
- 舞川あいく
- 峰えりか
- 森星
- 山本美月
- 吉原クリスティーナ
- 梨衣名
- 若山あやの

### 2000年代卒業
- 鮎川なおみ
- 伊東美咲
- 犬伏まり
- 臼田あさ美
- 蛯原友里
- 大桑マイミ
- 小川奈那
- 押切もえ
- 熊澤枝里子
- 小泉里子
- 阪井あゆみ
- さくら
- 佐藤えつこ
- 澤野ひとみ
- 下釜すみれ
- 竹下玲奈
- 中田唯
- 中林美和
- 仁香
- 長谷川京子
- 藤井悠
- 藤本恵理子
- 堀内葉子
- 松浦ゴリエ
- 松崎麻耶
- 森泉
- 山田優
- 麗菜
- 渡香奈

### 1990年代卒業
- 板倉香
- 北川弘美
- 国分佐智子
- 女華
- 譚理沙
- 長谷川理恵
- 原千晶
- 藤原紀香
- 向井田彩子
- 村上友紀
- 森本蘭
- 山崎友紀子
- 矢松亜由美
- 山本佳代子
- 山本美穂
- 米倉涼子
- 李ヒャン
- 梨花
- 和香

### 1980年代卒業
- 遠藤よしえ
- 小野寺亜樹
- 加藤美樹
- 小牧ユカ
- 原みゆき
- 松崎悦子
- 三浦智子
- 三橋秀美
- レラーニ

## 外部連結
- CanCam.TV - CanCam官方網站
- CanCam的X（前Twitter）
- CanCam的Instagram帳戶